# 阿勒代斯山脈
阿勒代斯山脈（英語：Allardyce Range）是南喬治亞島與南桑威奇群島的山脈，最高點帕吉特山海拔高度2,935米，山體由沉積岩組成，該山脈在1915年以福克蘭群島總督命名。